# Municipio de Vernon (condado de Hancock)
El municipio de Vernon (en inglés: Vernon Township) es un municipio ubicado en el condado de Hancock en el estado estadounidense de Indiana. En el año 2010 tenía una población de 11005 habitantes y una densidad poblacional de 135,63 personas por km².

## Geografía
Según la Oficina del Censo de los Estados Unidos, tiene una superficie total de 81.14 km², de la cual 80.95 km² corresponden a tierra firme y (0.23%) 0.18 km² es agua.

## Demografía
Según el censo de 2010, había 11005 personas residiendo. La densidad de población era de 135,63 hab./km². De los 11005 habitantes, estaba compuesto por el 90.66% blancos, el 5.02% eran afroamericanos, el 0.29% eran amerindios, el 1.23% eran asiáticos, el 0.01% eran isleños del Pacífico, el 0.97% eran de otras razas y el 1.82% pertenecían a dos o más razas. Del total de la población el 2.94% eran hispanos o latinos de cualquier raza.